# Богатирьова Раїса Василівна
Раї́са Васи́лівна Богатирьо́ва (нар. 6 січня 1953, Бакал, Саткинський район, Челябінська область, Російська РФСР) — колишня українська державна діячка та член уряду. Колишня віце-прем'єр-міністр України та колишня міністр охорони здоров'я України, Секретар Ради національної безпеки і оборони України у 2007—2012 рр.; лікарка, докторка медичних наук, професорка.
Підозрювана у здійсненні серйозних антидержавних кримінальних злочинів. З жовтня 2014 оголошена в розшук Генеральною прокуратурою України (імовірно переховується в Росії). Фігурантка європейських та американських санкцій проти членів злочинного угрупування Януковича. Упродовж періоду до 19 вересня 2016 р. перебувала в розшуку Інтерполу.

## Життєпис
Раїса Богатирьова народилась 6 січня 1953 у місті Бакал, Саткинський район, Челябінська область, РРФСР в сім'ї робітників.
Батько Лактіонов Василь Петрович (1912–1985); мати Ганна Марківна (1918). Вона також має двох сестер: Валентину та Віру. Чоловік Ігор Олександрович (1954). Раїса Богатирьова має двох синів Ігоря та Олександра, обоє 1977 року народження. За її словами, її родини родом з села в Харківській області.
За освітою Раїса Богатирьова — лікарка, спочатку навчалася в Луганському медичному інституті (1971—1975), а потім закінчила в 1977 році Харківський медичний інститут. Додатково отримала освіту з правознавства, закінчивши заочно юридичний факультет Київського державного університету ім. Т. Г. Шевченка (1991—1996).
У 1996 захистила кандидатську дисертацію на тему «Оптимальна система масового ультразвукового скринінґу вагітних», а згодом у 2000 і докторську («Роль природженої та спадкової патології у репродуктивних втратах сім'ї»). Обидві дисертації захистила в Харківському державному медичному університеті.
Трудовий шлях починала простою швачкою на Краматорській швейній фабриці (1970—1971). Після працювала лікарем-інтерном в лікарні № 2 в місті Горлівка (1977—1979), потім акушером-гінекологом медчастини № 3 Новокраматорського машинобудівного заводу (1979—1980) [1]. З 1980 — лікар, у 1981—1985 році голова профкому, потім заступник головного лікаря Краматорської центральної міської лікарні з питань організації допомоги дітям і матерям (1985—1990).

## Політика
Народний депутат України 1-го скликання.
На початку дев'яностих років, була висунута кандидатом у народні депутати трудовим колективом Центральної міської лікарні м. Краматорська.
На час виборів: працювала заступником головного лікаря в Краматорській центральній міській лікарні, член КПРС. 1-й тур: з'явилось 78,1 %, за 26,3 %. 2-й тур: з'явилось 71,8 %, за 52,0 %. 4 суперників, (основний суперник — Сологуб В. О., член КПРС, голова Укрпрофради, 1-й тур — 21,2 %, 2-й тур — 33,8 %).
Член КПРС, член оргкомітету по створенню СПУ; депутат районної Ради.
З 18 березня 1990 року була обрана народним депутатом України, 2-й тур 51.95, 5 претендентів.
Донецька область
Краматорський виборчий округ № 127
Дата прийняття депутатських повноважень: 15 травня 1990 року.
Дата припинення депутатських повноважень: 10 травня 1994 року.
Член комісії з питань здоров'я людини.
З 03.1994 — кандидат у народні депутати України, Краматорський виборчий округ № 127, Донецька область, висуванець виборцями, 1-й тур — 1,96 %, 9 місце з 10 претендентів.
З 04.1994-06.1998 — отримала посаду заступника Міністра, 06.1998-01.1999 — працює першим заступник Міністра, 27 січня 1999 — 12 січня 2000 — Міністр охорони здоров'я України. З 04.-07.2000 — науковий консультант Президента України. Була секретарем наглядової ради Національного фонду соціального захисту матерів і дітей «Україна — дітям» (з 09.1997 по 2003 р.).
Народний депутат України 3-го скликання з червня 2000 до квітня 2002, виборчий округ № 41, Донецька область. З'явилось 33,9 %, «за» 62,3 %, 20 суперників. На час виборів: науковий консультант Президента України. Позафракційна (липень 2000 — березень 2001), член групи «Регіони України» (березень — листопад 2001), член фракції «Регіони України» (з листопада 2001).
Народний депутат України 4-го скликання з квітня 2002 до квітня 2006, виборчий округ № 41, Донецька область, висунута Блоком «За єдину Україну!». «За» 49,90 %, 25 суперників. На час виборів: народний депутат України, член Партії регіонів. Член фракції «Єдина Україна» (травень — червень 2002), уповноважений представник фракції «Регіони України» (червень 2002 — вересень 2005), уповноважений представник фракції Партії регіонів «Регіони України» (з вересня 2005). Член Комітету з питань охорони здоров'я, материнства та дитинства (з червня 2002), голова підкомітету Верховної Ради (ВР) з питань законодавчого забезпечення медичної допомоги, здійснення лікувальної діяльності, медичної освіти і науки, членом парламентського бюджетного комітету й членом постійної делегації ВР в Парламентській асмблеї Ради Європи.
Очолювала ТСК з проблем ВІЛ-інфекції/СНІДу, туберкульозу та наркоманії (2004).
Довірена особа кандидата на посаду Президента України Віктора Януковича (2004–2005).
Народний депутат України 5-го скликання з квітня 2006 до листопада 2007 від Партії регіонів, № 6 в списку. На час виборів: народний депутат України, член Партії регіонів. Заступник голови фракції Партії регіонів (з травня 2006). Член Комітету з питань бюджету (з липня 2006).
Народний депутат України 6-го скликання з листопада 2007 до травня 2008 від Партії регіонів, № 2 в списку. На час виборів: народний депутат України, член Партії регіонів. Уповноважений представник фракції Партії регіонів (з листопада 2007), заступник голови фракції Партії регіонів (з грудня 2007). Член Комітету з питань фінансів і банківської діяльності (з грудня 2007). Склала депутатські повноваження 23 травня 2008.
Указом Президента України (№ 1251/2007 від 24 грудня 2007 року) призначена Секретарем Ради національної безпеки і оборони України. Партійне керівництво неоднозначно поставилось до входження члена партії, що знаходиться в опозиції, у владу. Через це 28 січня 2008 року політрадою Партії Регіонів Раїсу Богатирьову було із цієї політичної сили виключено.
14 лютого 2012 року указами Президента Януковича звільнена з посади Секретаря Ради національної безпеки і оборони України та призначена Віце-прем'єр-міністром України — Міністром охорони здоров'я України. За час своєї праці на посаді Міністра охорони здоров'я України Р. В. Богатирьова створила багато творчих програм. Їй належить ініціатива втілення в життя Державної програми генетичного моніторингу, розробленої генетиками України.
Звільнена від виконання обов'язків Верховною Радою України 23 лютого 2014 року постановою № 771-VII, за яку проголосували 287 народних депутатів. Під час обговорення постанови виступаючими народними депутатами Адамом Мартинюком та Олегом Ляшком йшлось про професійну некомпетентність міністра, корупційність, сумнівність якості вакцин, сумнівність доцільності та якості медичної реформи, яку теж в майбутньому пропонувалось скасувати. Серед звинувачень омовлено факти, що Раїса навмисне приховувала викрадання людей з лікарень, замовчувались допити важкохворих, вводила в оману міжнародну громадськість про кількість постраждалих внаслідок сутичок систематично спотворювала факти про число смертей.
З 20 жовтня 2014 року перебуває в розшуку.
14 серпня 2019 року Голосіївський суд Києва зобов'язав столичну прокуратуру закрити кримінальне провадження проти Богатирьової. У вимозі вказано, що у справи закінчився строк досудового розслідування, отже подальші слідчі дії неможливі.
27 серпня 2019 Раїсу затримали співробітники Прикордонної служби й передали її Національній поліції. Богатирьова знаходиться в пошуковій базі МВС України, а суд заочно виніс рішення про її утримання під вартою.

## Критика
Програмою «Гроші» каналу ТВІ помічено значне зростання фінансового благополуччя після отримання посади міністра, зокрема появі елітних будинків в Конча Заспі її сина, вигравання мільонних тендерів близьким оточенням її сім'ї на поставку вакцин.

## Плагіат
На початку серпня 2011 року в іноземній пресі викликала шквал обурення викрадена Раїсою Богатирьовою промова Стіва Джобса.
28 червня 2011 р., під час традиційної конвокації — вручення дипломів у Києво-Могилянській академії, чиновниця виступила з промовою перед випускниками вищого навчального закладу. Виявилося, що цілі фрагменти виступу Богатирьової були плагіатом з промови глави корпорації «Apple» Стіва Джобса перед випускниками Стенфорду у 2005 році.
Через цей інцидент десятки західних сайтів, зокрема авторитетні ділові та IT-видання США, Британії, Австралії, Іспанії, Франції, Туреччини та інших країн, не лише іронізували щодо самої Богатирьової та інших українських чиновників, а й виступили з критикою ситуації з авторськими правами в пострадянських країнах в цілому.

## Трудова діяльність
- Грудень 1970 — квітень 1971 — швачка, Краматорська швейна фабрика.
- 1971–1977 — студентка, Луганський медичний інститут; студентка, Харківський медичний інститут.
- 1977–1979 — лікарка-інтерн, лікарня № 2 міста Горлівки.
- 1979–1980 — лікарка-акушерка-гінекологиня, Краматорська медична санітарна частина.
- З 1980 — лікар, 1981–1985 — голова профкому, 1985–1990 — заступник головного лікаря з питань організації допомоги дітям і матерям, Краматорська центральна міська лікарня.

## Нагороди
- Орден князя Ярослава Мудрого V ст. (18 серпня 2009)[15]
- Орден княгині Ольги III ст. (22 серпня 2002)[16]
- Заслужений лікар України (3 березня 2001)[17]
- Державна премія України в галузі науки і техніки 1999 року — за цикл наукових праць «Органічні ураження нервової системи у дітей. Розробка і впровадження в практику нових методів діагностики, лікування, профілактики, медичної реабілітації та соціальної адаптації» (у складі колективу)[18]
- Почесна грамота Кабінету Міністрів України (4 січня 2003)[19]
- Почесний професор Харківського національного університету (2007 р.)[5].
- Лауреат Всеукраїнської премії «Жінка III тисячоліття» в номінації «Знакова постать» (2009).

## Санкції

Країни, де Богатирьова під санкціями

5 березня 2014р. Рада ЄС ухвалила блокування коштів Януковича, його синів Олександра і Віктора, екс-прем'єра Миколи Азарова і його сина Олексія, братів Андрія і Сергія Клюєвих, екс-генпрокурора Пшонки та його сина Артема, бізнесмена Сергія Курченка — загалом 17 осіб з числа колишніх урядовців та наближених до екс-президента Януковича, які підозрюються в незаконному використанні бюджетних коштів. Екс-голова МОЗ Раїса Богатирьова також ввійшла в цей список.
19 вересня 2016 року адвокат Дмитро Бєляєв, який представляє інтереси Богатирьової повідомив, що з 12 серпня Інтерпол відмовився розшукувати Богатирьову.
У червні 2024 року Канада ввела економічні санкції проти соратників Януковича, зокрема, проти Богатирьової.